# Sioux Falls Storm
Die Sioux Falls Storm sind ein Arena-Football-Team aus Sioux Falls, South Dakota, das aktuell in der Indoor Football League (IFL) spielt. Ihre Heimspiele tragen die Storm in Denny Sanford Premier Center in Sioux Falls.

## Geschichte
Die Sioux Falls Storm wurden 1999 als Sioux Falls Cobras gegründet, allerdings änderten sie den Namen nach nur einer Saison in Storm.
Die Storm sind eines der erfolgreichsten Indoor Football Franchises der Geschichte. Insgesamt gewannen sie zehn Titel in zwei verschiedenen Ligen. Seit ihrer Gründung haben die Storm nur zweimal die Playoffs verpasst.

## Saison 2000 (Indoor Football League)
Sioux Falls startete zur Saison 2000 in der Indoor Football League und beendete diese auf Platz 4 der Northern Division und verpasste die Playoffs.

## Saison 2001–2004 (National Indoor Football League)
Die Indoor Football League löste sich zur Saison 2001 auf, sodass die Storm in die National Indoor Football League (NIFL) wechselten. In den vier Spielzeiten erreichten sie zweimal die Playoffs. 2004 reichte es sogar bis in das Indoor Bowl Finale, verlor dieses aber mit 38:59 gegen die Lexington Horsemen.

## Saison 2005–2008 (United Indoor Football)
Zur Saison 2005 wechselten die Storm in die neu gegründete United Indoor Football (UIF). In den vier Jahren, in der die Liga operierte, sicherten sich die Storm alle vier United Bowls, die Finalspiele der UIF.

## Saison seit 2009 (Indoor Football League)
Im Jahr 2009 fusionierte die UIF mit der Intense Football League und gründeten zusammen die Indoor Football League (IFL).
Während die Storms im Jahr 2009 noch die Playoffs verpassten, das zweite und bis dato letzte Mal in der Franchisegeschichte, zogen sie im Folgejahr 2010 in den UnitedBowl, das Finale der IFL, ein. Dort verlor man allerdings mit 43:34 gegen die Billings Outlaws. Für die Outlaws war es der zweite Titel in Folge in der IFL.
Im Jahr 2011 zogen sich die Outlaws wegen finanzieller Probleme zurück, sodass die Storm zu einem 6 Jahre andauernden Titelmarsch ansetzten. Erst Im United Bowl 2017 verlor man mit 41:50 gegen die Arizona Ratters.

## Stadion
Die Storm spielen seit 2015 im rund 12.000 Zuschauer fassenden Denny Sanford Premier Center.

## Nicht mehr vergebene Trikotnummern
| [ 6 ] [ 7 ] |                   |          |                 |
| Nr          | Spieler           | Position | Saisons         |
| 5           | Terrance Bryant   | QB       | 2005–2010, 2013 |
| 7           | Casey Veenhof     | WR/QB    | 2003–2007       |
| 10          | Shannon Poppinga  | S        | 2001–2009       |
| 14          | Mark Blackburn    | LB/S     | 2003–2010       |
| 17          | Bobby Perkins     | CB       | 2001–2004       |
| 21          | Corey Walker      | WR       | 2001–2006       |
| 25          | Adam Hicks        | K        | 2003–2008       |
| 46          | Donnie Hilsenroth | LB       | 2001–2003       |
| 93          | Nate Fluit        | DE       | 2003–2007       |